# Perceforest
Perceforest è un romanzo cavalleresco in prosa francese con alcuni interludi lirici, redatto nei Paesi Bassi durante il XIV secolo.
L'opera si articola in sei volumi la cui narrazione si connette sia al ciclo arturiano che alle imprese di Alessandro Magno: viene infatti raccontata un'origine fittizia della Gran Bretagna dove, dall'unione tra troiani e greci, nasce la dinastia di Re Artù.
L'autore dell'opera è sconosciuto, ma si ritene che possa essere stato un chierico il quale avrebbe scritto Perceforest su richiesta del conte Guglielmo I di Hainaut.

## Caratteristiche
Completato probabilmente tra il 1337 e il 1344, questo romanzo è stato considerato soprattutto, tanto dagli editori del XVI secolo quanto dagli autori di trattati cavallereschi dei secoli successivi, come un libro educativo e una collezione di esempi; abbondano le scene d'amore, gli episodi brillanti, drammatici o comici, ricerche, incantesimi e travestimenti. Inoltre si trovano preziose informazioni sull'equipaggiamento dei cavalieri, sulle regole dei giochi di lancia e spada, dettagli del torneo e descrizioni araldiche: l'autore desidera evocare una nuova cavalleria, fedele alle istituzioni primitive e al tempo stesso arricchita dai progressi nel corso dei secoli.

## Trama

### Libro I
Guidati da Bruto, i troiani giungono in Britannia e la colonizzano; in seguito arriva anche Alessandro Magno insieme al generale Betis. Prima di partire per Babilonia, l'imperatore incorona Betis re d'Inghilterra e suo fratello Gadifer re di Scozia, istituendo inoltre le giostre. Betis sconfigge Darnant, un potente stregone della foresta, guadagnandosi così il soprannome di Perceforest (colui che penetra nella foresta). La Britannia inizia un percorso verso il perfezionamento della civiltà. Il libro si conclude tra incoronazioni e matrimoni.

### Libro II
Alessandro muore a Babilonia. Perceforest, il quale contrae una malattia lunga ben diciotto anni, fonda un ordine cavalleresco che anticipa quello della Tavola Rotonda di Re Artù. Ferito da un cinghiale, Gadifer è costretto a ritirarsi nell'Isola della Vita, accompagnato da sua moglie Lydoire; successivamente, ella si mostrerà sporadicamente nelle vesti della Fata Regina, profetizzando una catastrofe in Britannia. Il libro si conclude con le avventure dei cavalieri della seconda generazione.

### Libro III
L'eremita Pergamon organizza una serie di giostre al Castello delle Fanciulle per trovare alle sue dodici nipoti altrettanti mariti. Vengono mescolate storie avventurose come quelle di Troilo e Zellandine (archetipo de La bella addormentata), Nerone e il cavaliere d'oro, Gadifer e il mago Aroés.

### Libro IV
La catastrofe profetizzata dalla Fata Regina avviene: i Romani di Giulio Cesare invadono la Britannia. Durante una grande battaglia muoiono tutti i cavalieri dell'ordine Franc-Palais; restano solo donne e bambini della terza generazione. La Fata Regina conduce Perceforest all'Isola della Vita, dove aspetta l'arrivo del “vero Dio” e il suo stesso battesimo. Un lungo periodo di ricostruzione fa capo alla nuova generazione.

### Libro V
Ourseau, nipote di Gadifer, è al centro dell'attenzione. Viene organizzata una nuova serie di giostre dalla Fata Regina per perfezionare la cavalleria e trovare un marito a sua figlia Blanchette: il vincitore è l'Esiliato, un cavaliere senza nome che risulta essere il figlio di Ginevra, una delle dodici nipoti di Pergamon.

### Libro VI
L'ultimo libro narra le avventure di Galafur, discendente di Perceforest, che sposa Alexandre-Fin-de-Liesse, discendente di Alessandro. Il regno viene nuovamente distrutto sotto il potere dell'invasore Scapiol al fine d'incoronarsi re di tutta la Britannia. Galafur viene trasportato nell'Isola della Vita; suo figlio Olofer uccide il cinghiale che ha ferito suo padre e giunge all'Isola della Vita per curarlo. Galafur II, figlio di Galafur, viene battezzato con il nome di Arfasen e dà inizio alla cristianizzazione del paese, recandosi assieme al sacerdote Nathanaël sull'Isola della Vita per battezzare i suoi antenati, i quali possono finalmente lasciare l'Isola e morire.